# Winnsboro (Texas)
Winnsboro è un centro abitato degli Stati Uniti d'America situato nella contea di Franklin e nella contea di Wood dello Stato del Texas.
La popolazione era di 3.434 persone al censimento del 2010.

## Geografia fisica
Winnsboro è situata a 32°57′27″N 95°17′24″W (32.957613, -95.289904).
Secondo lo United States Census Bureau, ha un'area totale di 3,7 miglia quadrate (9.5 km²)
La Gilbreath Memorial Library si trova al 916 di Main Street.

## Società

### Evoluzione demografica
Secondo il censimento del 2000, c'erano 3.584 persone, 1.300 nuclei familiari e 813 famiglie residenti nella città. La densità di popolazione era di 973,9 persone per miglio quadrato (376,0/km²). C'erano 1.491 unità abitative a una densità media di 405,1 per miglio quadrato (156,4/km²). La composizione etnica della città era formata dall'85,71% di bianchi, l'8,90% di afroamericani, lo 0,75% di nativi americani, lo 0,64% di asiatici, lo 0,11% di isolani del Pacifico, il 2,73% di altre razze, e l'1,14% di due o più etnie. Ispanici o latinos di qualunque razza erano il 3,4% della popolazione.
Dei 1.300 nuclei familiari il 26,5% aveva figli di età inferiore ai 18 anni, il 46,9% erano coppie sposate conviventi, l'11,8% aveva un capofamiglia femmina senza marito, e il 37,4% erano non-famiglie. Il 34,8% di tutti i nuclei familiari erano individuali e il 23,4% aveva componenti con un'età di 65 anni o più che vivevano da soli. Il numero di componenti medio di un nucleo familiare era di 2,26 e quello di una famiglia era di 2,91.
La popolazione era composta dal 19,9% di persone sotto i 18 anni, il 10,8% di persone dai 18 ai 24 anni, il 26,5% di persone dai 25 ai 44 anni, il 18,6% di persone dai 45 ai 64 anni, e il 24,2% di persone dai 65 anni in su. L'età media era di 39 anni. Per ogni 100 femmine c'erano 108,1 maschi. Per ogni 100 femmine dai 18 anni in giù, c'erano 109,6 maschi.
Il reddito medio di un nucleo familiare era di 25.690 dollari, e quello di una famiglia era di 37.286 dollari. I maschi avevano un reddito medio di 25.972 dollari contro i 18.036 dollari delle femmine. Il reddito pro capite era di 15.612 dollari. Circa l'11,3% delle famiglie e il 14,7% della popolazione erano sotto la soglia di povertà, incluso il 16,6% di persone sotto i 18 anni e il 15,3% di persone di 65 anni o più.